# Мануил II (патриарх Константинопольский)
Ману́ил II (греч. Μανουήλ Β΄; род. XII в. — октябрь 1254) — Константинопольский патриарх в 1243—1254 годах.
Был протопресвитером в клире Большого императорского дворца, затем митрополитом Эфесским. С конца 1240 по осень 1243 года патриаршая кафедра в Никее оставалась вакантной, так как императору Иоанну III Дуке Ватацу не удавалось найти подходящего кандидата. Наконец, его выбор остановился на Мануиле, который, по словам Георгия Акрополита, был

…муж благочестивый, безупречной жизни и поведения, хотя и бывший ранее женатым, однако, незнакомый с науками, так что не понимал смысла того, что читал.— Георгий Акрополит. История. 51. — СПб., 2005. — С. 95.
Мануил, однако, пользовался некоторым влиянием на императора, что позволило ему добиться в 1254 году освобождения из под стражи будущего императора Михаила VIII, обвинённого в заговоре.